# ساوترن لرد رکوردز
ساوترن لرد رکوردز (انگلیسی: Southern Lord Records) یک ناشر موسیقی آمریکایی مستقر در لس آنجلس، کالیفرنیا است که از سال ۱۹۹۸ آغاز به کار کرد.